# Pelecopsis baicalensis
Pelecopsis baicalensis är en spindelart som beskrevs av Marusik, Koponen och Sergei N. Danilov 200. Pelecopsis baicalensis ingår i släktet Pelecopsis och familjen täckvävarspindlar. Inga underarter finns listade i Catalogue of Life.